# Arreplegats de la Zona Universitària

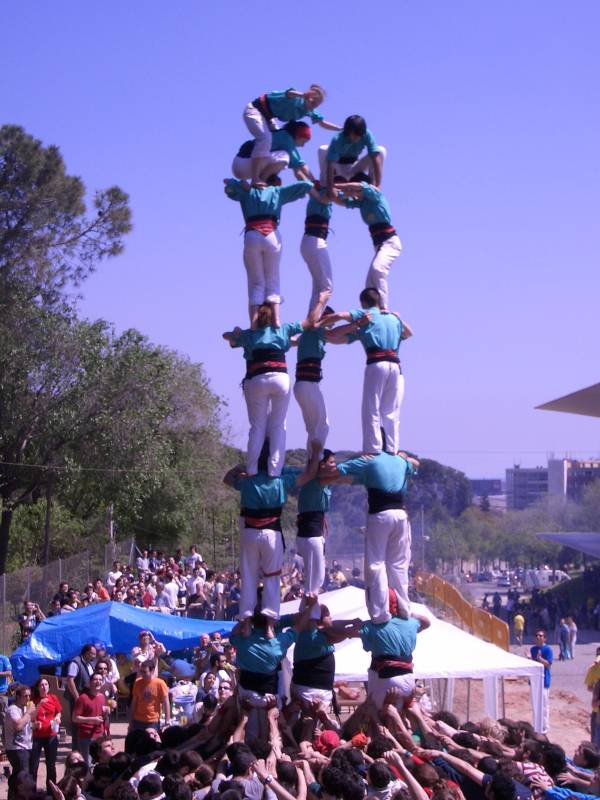
Primer 5 de 7 descarregat dels Arreplegats de la Zona Universitària. Fou el primer de la història de les colles castelleres universitàries.

Els Arreplegats de la Zona Universitària (AZU) són una colla castellera universitària de gamma de 8 pisos i gamma extra universitària de la Zona Universitària de Barcelona, sector de les Corts on es concentren diverses facultats i campus de la Universitat Politècnica de Catalunya i la Universitat de Barcelona. Van ser fundats el 1995. Vesteixen amb camisa de color verd, que té el seu origen en el color de la línia 3 del metro de Barcelona, que té una estació a la Zona Universitària.

## Història
Durant la temporada 1997-98, van completar pràcticament tota la resta de castells de 6 (torre de 6, 3 de 6 aixecat per sota), i van carregar el primer castell de set, un 4 de 7 (maig de 1998), que es descarregà durant la temporada següent (1998-99). El 3 de 7, descarregat, arribà al final de la temporada 2000-01. Al final de la temporada 2001-02, es carregà el primer 4 de 7 amb l'agulla, descarregat un any més tard. La temporada 2003-04 acabà amb dos nous castells: el 5 de 7 i la (poc ortodoxa) torre de 7 amb folre, ambdós descarregats. Durant la temporada 2006-07, es va carregar el primer pilar de 6 amb folre de la història castellera universitària (Aniversari de la Colla, desembre del 2006) i es va descarregar el segon 5 de 7 de la història castellera universitària (Diada de la Colla, maig 2007). El pilar de 6 amb folre es descarregà finalment a les acaballes de la temporada 2007-2008, en la Diada de Primavera dels Ganàpies de l'Autònoma.

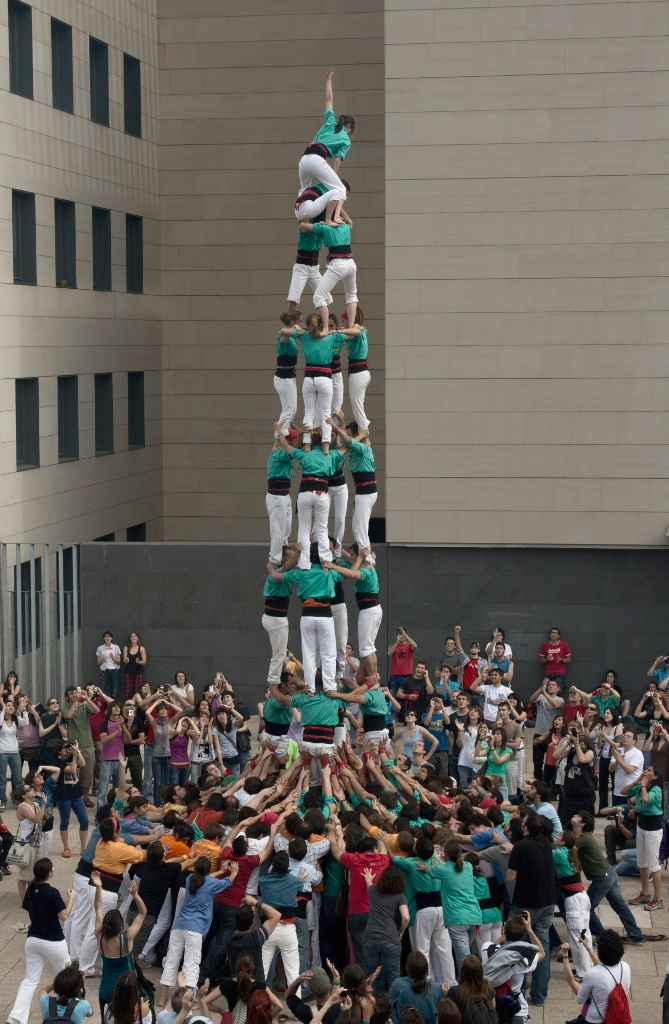
El primer 4 de 8, i primer castell de vuit pisos fet mai per una colla castellera universitària, fou descarregat pels Arreplegats de la Zona Universitària el 8 de maig del 2009.

La temporada 2008-2009 va estar marcada pel domini absolut de la gamma de castells de set i de set i mig, duts a diverses places. Aquest alt nivell va permetre la colla assolir a finals de temporada l'èxit més sonat, descarregant en la mateixa actuació (Diada de la Colla, maig del 2009) dos castells inèdits en els castells universitaris: el 3 de 7 aixecat per sota i el 4 de 8. El 4 de 8 es convertí en el primer castell de 8 assolit mai per una colla universitària i possiblement el primer fet per persones majors d'edat (hi ha una referència d'un 3 de 7 fet només amb homes casats dels Xiquets de Valls). També es convertiren en la primera colla de la història que ha aconseguit descarregar el 4 de 8 en el primer intent realitzat.